# Терме Кассеейеномлоп
Терме Кассеейеномлоп (нидерл. Therme Kasseienomloop) — шоссейная однодневная велогонка, проходившая по территории Нидерландов с 2007 по 2011 год.

## История
Гонка была создана в 2007 году. Её дебютное издание прошло в рамках национального календаря под названием Кассеейен Омлоп Экскло (нидерл. Kasseien Omloop Exloo). В следующем 2008 году вошла в Женский мировой шоссейный календарь UCI и сменила название.
Маршрут гонки проходил в окрестностях Экскло (община Боргер-Одорн, провинция Дренте) и включал несколько брусчатых участков, что было отражено в название гонки (Kasseien с нидерл. — «булыжники»). Протяжённость дистанции составляла 126 км.

## Призёры
| Год  | Победитель      | Второй         | Третий           |
| ---- | --------------- | -------------- | ---------------- |
| 2007 | Моник Ротменсен | Кирстен Вилд   | Клаудия Виттевен |
| 2008 | Кирстен Вилд    | Адри Виссер    | Элиза ван Хаге   |
| 2009 | Хантал Блак     | Хлоя Хоскинг   | Адри Виссер      |
| 2010 | Регина Брёйнс   | Кирстен Вилд   | Мари Линдберг    |
| 2011 | Кристине Маерус | Лисбет Де Вохт | Мартина Цвик     |